# Lijst van bouwwerken van Christiaan Posthumus Meyjes sr.
Dit is een (incomplete) lijst van bouwwerken van architect Christiaan Posthumus Meyjes sr. (1858-1922). Een groot deel van zijn oeuvre is aangewezen als monument.
| Gebouwd   | Naam of omschrijving                      | Plaats    | Bijzonderheden | Afbeelding |
| --------- | ----------------------------------------- | --------- | --- | ---------- |
| 1884      | Hoofdkantoor HIJSM                        | Amsterdam | Pand is een rijksmonument |            |
| 1885      | Station Delft                             | Delft     | Pand is sinds 2002 een rijksmonument en heeft vanaf 2015 geen functie meer als stationsgebouw                                                                      |            |
| 1889      | Pater van Kilsdonkbrug                    | Amsterdam | De brug ligt in het Vondelpark en is aangewezen als rijksmonument.                                                                                                 |            |
| 1890      | Woning                                    | Enkhuizen | Pand in neorenaissancestijl, gemeentelijk monument. |            |
| 1890      | Dienstwoningen en koetshuis               | Enkhuizen | Horen bij het Snouck van Loosehuis, rijksmonument |            |
| 1892      | Bejaardentehuis bij Snouck van Loosenhuis | Enkhuizen | Trapeziumvormig pand achter een 18e-eeuws woonhuis |            |
| 1892      | Tuinhuis bij Snouck van Loosenhuis        | Enkhuizen | Tuinhuis is opgetrokken uit hout en is een rijksmonument |            |
| 1892      | Tuinmuur bij Snouck van Loosenhuis        | Enkhuizen | Tuinmuur is rijksmonument |            |
| 1894      | Snouck van Loosenboerderij                | Enkhuizen | Was een rijksmonument, afgebrand in 1988, afgebroken in 2000. |            |
| 1895      | Snouck van Loosenpark                     | Enkhuizen | Tweede sociale woningcomplex van Nederland, het gehele park bestaat uit rijksmonumenten                                                                            |            |
| 1896      | botenloods Windroosplein 73               | Amsterdam | Gemeentelijke monument, oorspronkelijk voor Noord- en Zuid-Hollandsche Redding-Maatschappij                                                                        |            |
| 1897      | Waterpomp                                 | Enkhuizen | Rijksmonument, staat op de dijk nabij het Snouck van Loosenpark |            |
| 1899      | Zusterhuis                                | Enkhuizen | Rijksmonument, hoorde bij de Snouck van Loosen Ziekeninrichting |            |
| 1900      | Ziekenhuis                                | Enkhuizen | Rijksmonument, voormalige Snouck van Loosen Ziekeninirichting, later opgegaan in het Westfriesgasthuis                                                             |            |
| 1903      | Oranjekerk                                | Amsterdam | Inwijding van deze protestantse kerk vond plaats in 1903. Het pand is een gemeentelijk monument.                                                                   |            |
| 1910      | Nieuwe Kerk                               | Utrecht   | Gebouw is aangewezen als gemeentelijk monument |            |
| 1912      | Nieuwezijds Kapel                         | Amsterdam | Het complex omvatte onder andere een kapel en winkels. De kapel doet sinds 1970 geen dienst meer als kerkelijk gebouw. Het geheel is aangewezen als rijksmonument. |            |
| 1912      | Nieuwe Kerk                               | Amsterdam | Sloop van een deel van de westelijke gevel en bouw van een nieuwe gotische gevel.                                                                                  |            |
| 1917-1919 | Kantoorgebouw Amstleven                   | Amsterdam | Pand heeft meerdere adressen: Nieuw Spiegelstraat 17 en Keizersgracht 555. Het is een rijksmonument.                                                               |            |